# Conostegia montana
Conostegia montana är en tvåhjärtbladig växtart som först beskrevs av Olof Swartz, och fick sitt nu gällande namn av David Don och Dc.. Conostegia montana ingår i släktet Conostegia och familjen Melastomataceae. Inga underarter finns listade i Catalogue of Life.